# 女脩
女脩（?—?），颛顼高阳氏的孙女，皋陶之妻，嬴之始祖。相传女脩吞玄鸟之卵，生下儿子大業，大業是伯益的父亲。伯益因助禹治水有功，故受帝舜賜姓嬴，是嬴姓的始祖，秦国、梁国、赵国等诸侯的祖先。